# Court of King’s Bench

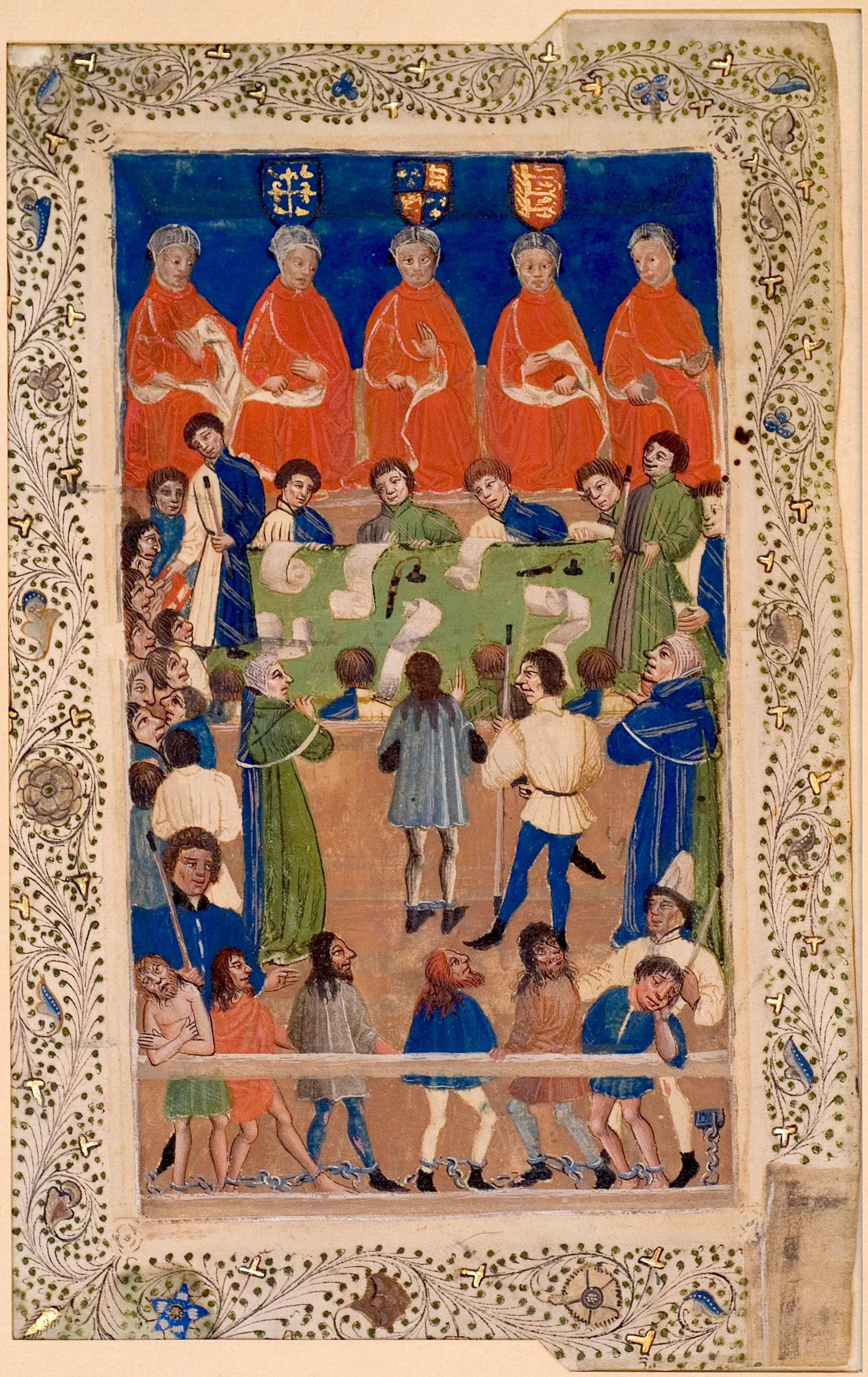
Verhandlung vor dem Court of King’s Bench. Die Angeklagten stehen in Ketten vor der Gerichtsschranke. Fünf Gerichtsdiener sind an ihren Amtsstäben erkennbar. Um 1460 entstandene Miniatur.

Der Court of King’s Bench (oder Queen’s Bench, falls eine Monarchin regierte) war vom 13. Jahrhundert bis 1880 nach dem Parlament der höchste Gerichtshof in England bzw. in Großbritannien.
Der Court of King’s Bench wurde 1234 als Nachfolger des Court of Coram Rege eingerichtet. Der Court of Coram Rege war spätestens 1200 während der Herrschaft von König Johann Ohneland als Hofgericht entstanden. Das Gericht hatte letztmals im Mai 1215 getagt, und nach dem Tod des Königs in den Wirren des Ersten Kriegs der Barone 1216 wurde die Arbeit des Gerichts dann völlig eingestellt. Nachdem König Heinrich III. 1234 den Justiciar Stephen of Seagrave entlassen und keinen Nachfolger als obersten Richter ernannt hatte, wurde der Court of King’s Bench unter der Leitung von William of Raleigh eingerichtet. Dabei wurde der Gerichtshof im 13. Jahrhundert auch weiterhin noch als Court of Coram Rege und 1268 erstmals als King’s Bench bezeichnet. Die Zuständigkeit des Gerichtshofs umfasste besonders Rechtsfälle, die den Monarchen bzw. dessen Rechte betrafen, wie Streitfälle um den Kronbesitz oder für Landfriedensbruch. Dazu befasste er sich mit Streitfällen von hochrangigen Untertanen, während sich der ältere Court of Common Pleas (auch Common Bench genannt) eher mit Strafprozessen befasste. Sitz des Gerichts war Westminster, wobei vor allem im 14. Jahrhundert und dann noch 1414 und 1421 Verhandlungen in zahlreichen anderen Städten Englands stattfanden. Die Zuständigkeit des King’s Bench überschnitt sich vor allem im 13. Jahrhundert häufig mit der des Common Bench, wobei der King’s Bench aufgrund seiner Nähe zum König immer einen höheren Rang hatte. Vor allem durch mehrere zwischen 1318 und 1337 durchgeführte Reformen wurde der Gerichtshof zum höchsten Berufungsgericht für Strafprozesse in England. Dazu übernahm er in kleinerem Umfang weiterhin Zivilprozesse, vor allem wegen Geldschulden. Im 16. Jahrhundert übernahm der King’s Bench zunehmend Pachtstreitigkeiten, was zu andauernden Konflikten mit dem Common Bench führte. Während des Commonwealth of England wurde der Gerichtshof als Upper Bench bezeichnet und die Richter wurden statt vom König vom Parlament ernannt. Erst in den Jahren nach der Restauration der Monarchie 1660 wurden die Zuständigkeiten zwischen Common Bench und dem King’s Bench endgültig getrennt. Allerdings blieb der King’s Bench auch für den Common Bench weiterhin Berufungsinstanz.
Trotz der ähnlichen Aufgaben hatte beide Gerichtshöfe eigene Richter. Zwar waren die Richter im Laufe ihrer Dienstzeit häufig sowohl am King’s Bench wie auch am Common Bench tätig, doch nur selten gleichzeitig an beiden Gerichtshöfen. Der Court of King’s Bench wurde von einem eigenen Chief Justice geleitet und behielt seine Eigenständigkeit bis 1880. Dann wurde der damalige Court of Queen’s Bench mit dem Court of Common Pleas und dem Court of Exchequer zum High Court of Justice vereinigt, dessen Leitung der Lord Chief Justice innehatte. Innerhalb dieses Gerichtshofs bildete er die Queen’s Bench bzw. King’s Bench Division.